# Vectaraneus yulei
Vectaraneus
Genre
Espèce
Vectaraneus yulei, unique représentant du genre Vectaraneus, est une espèce fossile d'araignées aranéomorphes de la famille des Cybaeidae.

## Distribution
Cette espèce a été découverte à Thorness Bay sur l'île de Wight en Angleterre. Elle date du Paléogène. Elle a été découverte dans la Marne de Bembridge de l'Éocène supérieur.

## Étymologie
Cette espèce est nommée en l'honneur d'Andrew Yule.

## Publication originale
- (en) Selden, 2001 : Eocene spiders from the Isle of Wight with preserved respiratory structures. Palaeontology, vol. 44, no 4, p. 695-729 (texte intégral).